# Име и презиме
„Име и презиме” је југословенска телевизијска серија снимљена 1964. године у продукцији Телевизије Београд.

## Улоге
| Глумац           | Улога |
| ---------------- | ----- |
| Зоран Радмиловић |       |
| Виктор Старчић   |       |

Комплетна ТВ екипа ▼
| Редитељ   | Мирјана Самарџић  |
| Редитељ   | Србољуб Станковић |
| Сценограф | Дора Душановић    |